# رخصة جنو العمومية
رخصة جنو العمومية (بالإنجليزية: GNU General Public License؛ تختصر GPL)‏ رخصة برمجيات حرة مستخدمة على نحو واسع، كتبها أصلا ريتشارد ستولمن لمشروع جنو. رخصة جنو العمومية هي أشهر مثال معروف للحقوق المتروكة المتشددة التي تطالب أن ترخّص الأعمال المشتقة تحت نفس الرخصة، وبناءً على هذه الفلسفة، يقال أن رخصة جنو العمومية تزيد عائدات البرنامج الحاسوبي من تعريف البرمجيات الحرة، وتستخدم الحقوق المتروكة لضمان الحرية الفعلية، حتى عندما يُغيّر العمل أو يضاف إلى آخر. هذا يختلف عن رخص البرمجيات الحرة المتساهلة التي تمثل رخص بي إس دي مثالا قياسيا لها.
رخصة جنو العمومية الصغرى نسخة معدلة أكثر تساهلا من رخصة جنو العمومية، أعدت أصلا لبعض مكتبات البرمجيات الحرة. يوجد أيضا رخصة جنو للوثائق الحرة التي أعدت أصلا لتوثيق مشروع جنو، ولكنها اعتمدت لاستخدامات أخرى، مثل مشروع ويكيبيديا.
رخصة جنو أفيرو العمومية (AGPL) رخصة شبيهة مع تركيز على برمجيات الشبكة. AGPL شبيهة برخصة جنو العمومية، باستثناء أنها تغطي استخدام البرمجيات على الشبكات الحاسوبية، وتتيح إتاحة الكود المصدري الكامل لأي مستخدم على الشبكة لهذا العمل (تطبيق الوب مثلا). توصي مؤسسة البرمجيات الحرة بتطبيق هذه الرخصة على أي برنامج يستخدم عادة على الشبكة.

## التاريخ
كتب رخصة جنو العمومية ريتشارد ستولمن في عام 1989 لتستخدم مع البرمجيات التي تصدر كجزء من مشروع جنو. رخصة جنو العمومية الأصلية بُنيت بتوحيد تراخيص شبيهة أستخدمت لإصدار جنو إيماكس، ومنقح جنو، وتجميعة مصرفات جنو. تضمنت تلك التراخيص أحكاما شبيهة بجنو العمومية الحديثة، لكنها كانت محددة لكل برنامج، مما أدى إلى جعلها غير متوافقة، على الرغم من أنها رخص متشابهة. هدف ريتشارد ستولمن إنتاج رخصة واحدة يمكن أن تستخدم لأي مشروع، وبالتالي جعل من الممكن للعديد من المشاريع مشاركة الكود.
صوت مهم من الثقة بـ GPL جاء من اعتماد لينوس تورفالدس عليها لترخيص النواة لينكس عام 1992، عن طريق التبديل من رخصة أقدم تحظر التوزيع التجاري.
في أغسطس 2007 كان رخصة جنو العمومية مستخدمة لقرابة 65% من 43.422 مشروع برمجيات حرة في قائمة فرشميت، ووفقا ليناير 2006، لحوالي 68% من مشاريع سورس فورغ.نت. بشكل مماثل، مسح ريد هات لينكس 7.1 وجد أن 50% من الكود المصدري مرخصة تحت جنو العمومية ووفقًا لمسح ميتالاب (ثاني أكبر أرشيف برمجيات حرة) عام 1997 ظهر أن GPL كسبت حوالي نصف نسب التراخيص المستخدمة. وفي مسح لمستودع كبير للبرمجيات الحرة أظهر في يوليو 1998 أن حوالي نصف حزم البرمجيات التي حدّدت الترخيص بوضوح استخدمت رخصة جنو العمومية. البرمجيات الحرة الكبرى مرخصة تحت جنو العمومية بما في ذلك النواة لينكس وتجميعة مصرفات جنو ونظام غيت الذي يستعمل الإصدار الثاني من رخصة جنو العمومية. بعض البرمجيات الحرة الأخرى تستخدم ترخيصًا ثنائيًا يتكون من أكثر من ترخيص، عادة تكون جنو العمومية واحدة منها.
بعض المراقبين يعتقدون أن الحقوق المتروكة المتشددة التي تستخدمها جنو العمومية كانت شديدة الأهمية في نجاح جنو/لينكس، بإعطاء المبرمجين الذين يساهمون له الثقة بأن عملهم سوف يفيد كل العالم ويبقى حرا، بدلا من استحواذ شركات البرمجيات المملوكة عليه والتي لن تعطي أي شيء للمجتمع.
الإصدار الثاني من الرخصة، الإصدار 2، أُصدر في 1991. وعلى مدار 15 عاما اعتقد بعض أعضاء مجتمع البرمجيات الحرة أن بعض بائعي البرمجيات والعتاد وجدوا مهربا في GPL، يسمح للبرمجيات المرخصة تحت GPL أن تستغل خلافًا لرغبة البرمجين في حريتها. هذا القلق ناتج عن تضمين البرمجيات المرخصة تحت GPL في عتاد يرفض تشغيل نسخ معدلة من برامجه؛ واستخدام نسخ مُعدّلة غير منشروة خلف واجهات الوب؛ وقاضيا براءات الاختراع بين مايكروسوفت وجنو/لينكس ويونكس التي قد تمثل محاولة لاستخدامها ضد المنافسة من جنو/لينكس.
الإصدار 3 (الذي أُصدر رسميا في 29 يونيو 2007) طُوّر ليحل هذا القلق.

## الإصدارات

### الإصدار 1
الإصدار 1 من GPL أصدر في يناير 1989، مانعًا الطريقين الرئيسين الذين كان موزعوا البرمجيات يسلكونهما في تقييد الحريات التي تعرّف البرمجيات الحرة. أول مشكلة كانت أن الموزعين قد يوزعون ملفات ثنائية قابلة للتشغيل فقط، ولكن لا يمكن للبشر قراءتها أو تعديلها. لمنع ذلك، تنص GPL على أن أي موزع يوزع نسخًا ثنائية يجب أن يوفّر الكود المصدري الذي يستطيع البشر قراءته تحت نفس شروط الترخيص.
المشكلة الثانية كانت أن الموزعين قد يضيفون معوّقات إضافية، سواءً عن طريق إضافة معوّقات إلى الترخيص، أو بضم البرمجيات إلى برمجيات أخرى ذات معوقات أخرى أكثر في التوزيع. إذا تم ذلك، فإن مجموع المعوّقات سوف ينطبق على العمل ككل؛ وبهذه الطريقة، يمكن إضافة المعوقات غير المقبولة. لمنع ذلك، ينص الإصدار الأول أن النسخ المعدلة (ككل) يجب أن توزع تحت شروط GPLv1. وبذلك، فإن البرمجيات الموزعة تحت GPLv1 يمكن ضمها مع برمجيات أكثر تساهلا، لأن هذا لن يغيّر الشروط التي سيوزع تحتها العمل كاملا. لكن لا يمكن ضمّ برمجيات GPL مع برمجيات توزّع تحت تراخيص أكثر تشددا، لأن هذا يتعارض مع المتطلبات التي يُوزع عليها العمل الكامل.

### الإصدار 2
استنادا إلى ريتشارد ستولمن، فإن التغيير الجوهري في GPLv2 كان بند «الحرية أو الموت» (كما يسميه) وهو القسم 7. هذا القسم يقول أنه إذا فرض أحدهم معوّقات تمنع من توزيع البرمجيات بشكل يحترم حرية المستخدمين الآخرين، (على سبيل المثال، لو أن تشريعا ينص أن البرمجيات تُوزّع بصيغة ثتائية فقط)، لا يمكن توزيع البرنامج أبدًا.
بحلول عام 1990، أصبح من الواضح أن رخصة ذات قيود أقل ستكون مفيدة استراتيجيا لبعض مكتبات البرمجيات، عندما أُصدر الإصدار الثاني من GPL (GPLv2) في يونيو 1991، أصدرت رخصة ثانية وهي رخصة المكتبة العمومية التي طُرحت في نفس الوقت ورُقّمت بالإصدار 2 لإظهار أن كليهما متكاملين. رقم الإصدارات اختلف في عام 1999 عندما أُصدرت النسخة 2.1 من LGPL التي أعادت تسميتها إلى جنو العمومية الصغرى لتعكس موضعها في فلسفة جنو.

### الإصدار 3

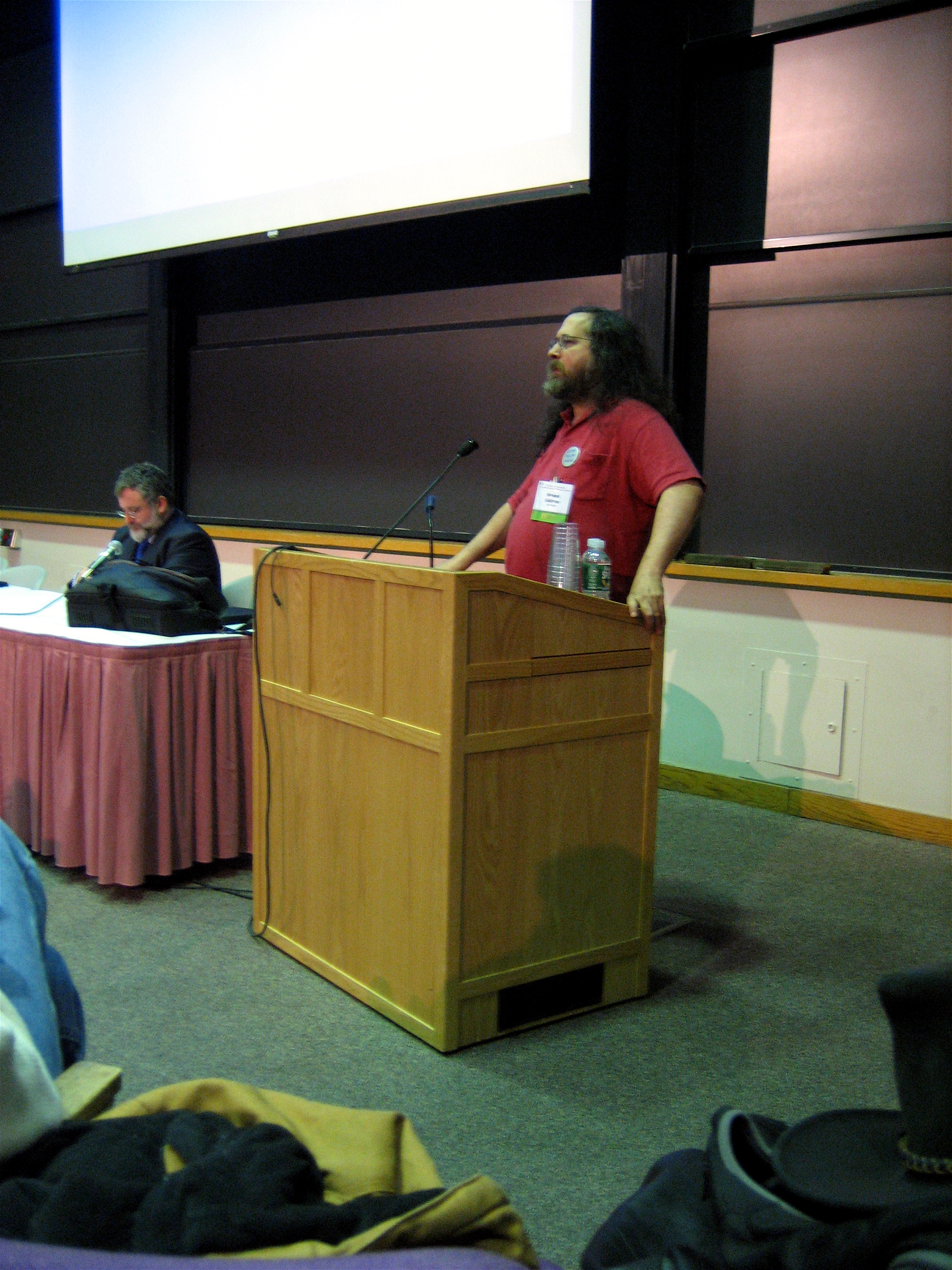
ريتشارد ستولمن عند إصدار أول مسودة لGPLv3 في معهد ماساتشوستس للتقنية في مدينة كامبريدج في الولايات المتحدة

في أواخر 2005 أعلنت مؤسسة البرمجيات الحرة العمل على الإصدار 3 من GPL (GPLv3). نُشرت أول «مسودة نقاش» لGPL في يناير 2006 وبدأ النقاش العام. كان النقاش العام مُخططا أصلا لتسعة إلى خمسة عشر شهرا لكنه امتد أخيرا إلى ثمانية عشر شهرا مع نشر أربع مسودات. أُصدرت GPLv3 الرسمية من مؤسسة البرمجيات الحرة في 29 يونيو، 2007. كتب GPLv3 ريتشارد ستولمن، وبمشورة من إبين موجلين ومركز قانون حرية البرمجيات.
استنادا إلى ستولمن، فإن أهم التغييرات متعلقة ببراءات اختراع البرمجيات، وتوافق رخصة البرمجيات الحرة، وتعريف «الكود المصدري»، وعوائق العتاد على تعديل البرمجيات. تغييرات أخرى مرتبطة بالتدويل، وكيفية التعامل مع خرق الرخصة، وكيفية منح أذونات إضافية عن طريق مالك الحقوق.
من التغييرات الملاحظة الأخرى السماح للمؤلفين بإضافة شروط أو متطلبات معينة إضافية لمساهماتهم. واحدة من هذه المتطلبات الاختيارية، يشار إليه أحيانا ببند أفيرو إضافة هذا البند يجعل من الممكن إعادة ترخيص برامج GPLv3 إلى رخصة أفيرو العمومية.
نسقت مؤسسة البرمجيات الحرة عملية النقاش العام بمعونة من مركز قانون حرية البرمجيات، ومؤسسة البرمجيات الحرة في أوروبا، ومجموعات برمجيات حرة أخرى. التعليقات جُمعت من العامة عن طريق بوابة gplv3.fsf.org البوابة تعمل ببرنامج مكتوب لهذا الغرض يدعى ستيت. هذه التعليقات مُررت لأربع لجان تتألف من قرابة 130 شخص، بما في ذلك داعمين وناقدين لأهداف FSF. هذه اللجان بحثت التعليقات التي اقترحها الناس ومررت خلاصاتها إلى ستولمن ليقرر ما سيحل بالرخصة.
أُرسل 962 تعليق لأول مسود أثناء عملية النقاش العام. في النهاية، ما مجموعه 2,636 تعليق أُرسل.
أصدرت المُسودة الثالثة في 28 مارس 2007. هذه المسودة تضمنت لهجة تهدف إلى منع براءات الاختراع متعددة الرخص مثل اتفاق براءة الاختراع المثير للجدل بين مايركوسوفت ونوفل، وحصر عبارة منع العتاد تحرير البرمجيات للتعريف القانوني لل«مستخدم» و«مستهلك المنتج». حذفت المسودة أيضا جزء «الحدود الجغرافية»، الذي أعلن عن ترجيح حذفه عند بداية النقاش العام.
مسدوة النقاش الرابعة، التي كانت الأخيرة، أُصدرت في 31 مايو 2007، التي قدمت تكامل رخصة أباتشي، ووضحت دور غير المتعاقدين، ووضعت استثناءً لتتجاوز مشاكل أسلوب اتفاق مايكروسوفت ونوفل، يقول في القسم 11 في الفقرة السادسة:
هذا يهدف لجعل مثل هذه القضايا باطلة في المستقبل. ترمي الرخصة أيضا لإخضاع مايكروسوفت على توسيع رخصة البراءة التي منحتها لزبائن نوفل لاستخدام برمجيات GPLv3 لجميع مستخدمي GPLv3. هذا ممكن قانونيًا فقط إذا اعتبرت مايكوسوفت قانونيا «ناقلة» لبرمجيات GPLv3.
مطورون لنواة لينكس آخرون ذوو قدر عالي، تحدثوا مع وسائل الإعلام وأعدوا بيانًا عموميًا عن معارضتهم لبعض أجزاء مسودتي النقاش 1 و2.

## وصلات خارجية
- رخصة جنو العمومية على موقع Free Software Directory (الإنجليزية)
- رخصة جنو العمومية 1، باللغة الإنجليزية. هذا الإصدار غير مدعوم من مؤسسة البرمجيات الحرة.
- رخصة جنو العمومية 2، باللغة الإنجليزية. هذا الإصدار غير مدعوم من مؤسسة البرمجيات الحرة ولكنه مستخدم من قبل عدد كبير من البرمجيات بما في ذلك حزم جنو ولينكس.
- رخصة جنو العمومية 3، باللغة الإنجليزية.
- ترجمة عربية غير رسمية لنصّ الإصدارة 2 من رخصة گنو العمومية
- رخصة إيماكس العمومية، باللغة الإنجليزية. الرخصة السابقة لرخصة جنو العمومية.